# Horst Zimmermann (Finanzwissenschaftler)
Horst Zimmermann (* 11. März 1934 in Krefeld; † 2. Mai 2025 in Marburg) war ein deutscher Professor für Finanzwissenschaft und Öffentliche Finanzen.

## Leben
Horst Zimmermann studierte nach seinem Abitur am Neusprachlichen Gymnasium in Krefeld 1954 und seiner Kaufmannsgehilfenprüfung 1956 von 1956 bis 1961 an den Universitäten Köln und München sowie an Northwestern University in Evanston, USA. Er schloss 1961 sein Studium als Diplom-Kaufmann (Dipl.-Kfm.) ab. 1963 wurde er in Köln zum Dr. rer. pol. promoviert. Er war Wissenschaftlicher Assistent für Finanzwissenschaften in Köln (1961–1969) und Post-Doctoral Scholar an der University of Pennsylvania (1965–1966). Mit einem Habilitationsstipendium der DFG (1965–1969) habilitierte er sich 1968 in Köln und lehrte als Privatdozent für Wirtschaftliche Staatswissenschaften, Finanzpolitik und Umweltökonomie in Köln (1968–1969). Nach einer Vertretungsprofessor in Heidelberg 1968 erhielt er 1969 einen Ruf auf die Professur für Wirtschaftliche Staatswissenschaften, später Finanzwissenschaft/Öffentliche Finanzen, an die Philipps-Universität Marburg.
Schwerpunkte seiner wissenschaftlichen Arbeit waren der Föderalismus, Kommunalfinanzen, Hauptstadtvergleiche und der Konflikt zwischen regionalem Ausgleich und gesamtwirtschaftlichem Wachstum. Sein Interesse galt den Auswirkungen, die bestimmte Instrumente (Ausgaben, Steuern, Kreditaufnahme usw.) und Regeln (vertikale und horizontale Ausgestaltung des fiskalischen Föderalismus und der subnationalen Finanzen, Regeln in der Regionalpolitik) auf bestimmte wirtschaftspolitische Ziele wie Wachstum und Verteilung haben. Er veröffentlichte zahlreiche Artikel zur Anreizkompatibilität der Regeln und Instrumente.
Seit 1974 war er Mitglied der Akademie für Raumforschung und Landesplanung in Hannover. Seit 1968 war er Mitglied im Wissenschaftlichen Beirat beim Bundesfinanzministerium. Zimmermann war unter anderem Mitglied im Rat von Sachverständigen für Umweltfragen und im Wissenschaftlichen Beirat der Bundesregierung für Globale Umweltveränderungen.

## Auszeichnungen und Ehrungen
- 1974: August-Lösch-Preis
- 1993: Verdienstorden der Bundesrepublik Deutschland (Verdienstkreuz am Bande)
- 2002: Ehrendoktorwürde Dr. h.c. econ. der Tōyō-Universität
- 2004: Verdienstorden der Bundesrepublik Deutschland (Verdienstkreuz 1. Klasse)
- 2009: Dankurkunde aus der Ukraine

## Schriften
- Öffentliche Finanzhilfen an Entwicklungsländer. Gesamtwirtschaftliche und politische Maßstäbe zur Bestimmung ihrer Form. Berlin 1963 (Dissertation).
- The deep roots of the government debt crisis. In: Journal of Financial Perspectives. Band 3, 2015.
- mit Thomas Döring: Kommunalfinanzen. 4. Auflage, Berlin 2019.
- mit Klaus-Dirk Henke und Michael Broer: Finanzwissenschaft: Eine Einführung in die Lehre von der öffentlichen Finanzwirtschaft (= Vahlens Handbücher der Wirtschafts- und Sozialwissenschaften). 13. Auflage, München 2021.